# Jerzy Kowalski (lekkoatleta)
Jerzy Władysław Kowalski (ur. 27 lutego 1937 w Poznaniu zm. 20 września 2023) – polski lekkoatleta, sprinter, olimpijczyk.

## Kariera sportowa
Specjalizował się w biegu na 400 m. Był uczestnikiem Igrzysk Olimpijskich w Rzymie w 1960, gdzie w biegu na 400 m odpadł w ćwierćfinale, a w sztafecie 4 x 400 m w półfinale (razem z nim biegli Edward Bożek, Stanisław Swatowski i Bogusław Gierajewski).
Startował także w Mistrzostwach Europy w Belgradzie w 1962, gdzie w biegu na 400 m odpadł w półfinale, a w sztafecie 4 x 400 m w przedbiegach. 39 razy wystąpił w 21 meczach międzypaństwowych reprezentacji Polski, odnosząc 7 zwycięstw indywidualnych. Dziewięć razy ustanawiał rekordy Polski.
Zdobył sześć tytułów mistrza Polski:
- bieg na 400 m – 1959, 1960 i 1961
- sztafeta 4 x 100 m – 1962
- sztafeta 4 x 400 m – 1960 i 1961

Rekordy życiowe:
- bieg na 100 m – 10,5 s
- bieg na 200 m – 21,0 s
- bieg na 400 m – 46,0 s

Przez większość kariery reprezentował klub Zawisza Bydgoszcz.